# Комишнянський заказник
Комишнянський — один з об'єктів природно-заповідного фонду Луганської області, ботанічний заказник місцевого значення.

## Розташування
Ботанічний заказник розташований між селами Комишне і Колесниківка в Станично-Луганському районі Луганської області. Координати: 48° 40' 43" північної широти, 39° 40' 30" східної довготи.

## Історія
Ботанічний заказник місцевого значення «Комишнянський» оголошений рішенням виконкому Ворошиловградської обласної ради народних депутатів № 370 від 13 вересня 1977 р. (в. ч.), № 247 від 28 червня 1984 р.

## Загальна характеристика
Ботанічний заказник «Комишнянський» загальною площею 95,0 га являє собою ділянку долини Сіверського Дінця 2,3 км завдовжки і 0,5-1,0 км завширшки. Ґрунтовий покрив утворений задернованими та напівзадернованими пісками на сучасних і стародавніх алювіальних наносах. Піски чорноземовидні. Потужність гумусового горизонту 25-40 см, місткість гумусу — 1,5-2,5%. Ґрунти легкосуглинисті, безструктурні, еродовані.

## Рослинний світ
Флора заказника представлена 162 видами з 119 родів і 14 родин.
Рослинність заказника являє собою розріджену байрачну діброву. Повнота деревостану — 0,3-0,4, висота дубів — 8-10 м, діаметр — 12 см.
У першому ярусі зростає також груша звичайна, у другому — глоди обманливий і український, клени польовий і татарський.
Підлісок сформований із бруслин Чорняєва і бородавчастої, шипшин повстистої і яблуневої, жостера послаблювального. На узліссях утворює зарості терен степовий. В трав'яному покриві домінують тонконіг вузьколистий, полин повзучий, кострець береговий, пирій повзучий, рясно зростають перлівка трансільванська, пирій середній, грястиця збірна, пижмо звичайне, парило звичайне, материнка духмяна, гравілат міський, чистотіл великий тощо.
Узлісся і галявини займають угруповання піщаного степу.
Загальне проективне покриття рослинності на цих ділянках — до 40%. Домінують костриця валійська, тонконіг вузьколистий, кострець береговий, полин повзучий. Висота трав'яного покриву — до 30 см. Із різнозілля широко розповсюджені шавлія сухостепова, молочай Сегієрів, деревії благородний і панонський, перстачі піщаний та сріблястий, барвінок трав'янистий, цмин піщаний, звіробій, буквиця лікарська, материнка звичайна тощо.
На території заказника зростають рослинні угруповання, що занесені до Зеленої книги України, — ковили волосистої і дуба черешчатого, татарськокленові.
На узліссях, у псамофітному степу, в улоговинах стока, навколо ріллі розташовані ковилові угруповання загальною площею близько 100 кв. м. Загальне проективне покриття — до 75%, із них ковили — до 30%. У цих угрупованнях рясними є деревій благородний, оман німецький, конюшина гірська, полин повзучий, молочай степовий, зустрічаються також лабазник звичайний, материнка звичайна, буквиця лікарська, парило звичайне.

## Тваринний світ
Фауна заказника представлена зайцем-русаком, куницею лісовою, лискою звичайною, перепілкою, часто заходять сарна, свиня дика і вовк.